# Туристичка организација Фоча
| Туристичка организација општине Фоча |                                                         |
|                                      |                                                         |
| Оснивач                              | Општина Фоча                                            |
| Седиште:                             | Његошева 18 · Фоча Република Српска Босна и Херцеговина |
| Директор:                            | Споменка Попадић                                        |
| Веб презентација                     | www.focaravajuce.org                                    |

Туристичка организација општине Фоча је организација која своје циљеве спроводи у сфери туризма, на територији општине Фоча. Основана је крајем 2005. године одлуком Скупштине општине Фоча, а званично, у судски регистар уписана 20. фебруара 2006. године. Туристичка организација има својство правног лица и у правном покрета може да закључује уговоре и обавља друге правне послове и радње у оквиру својих регистрованих активности.

## Директор
Функцију директора Туристичке организације општине Фоча врши Љепосава Ђајић, дипломирани туризмолог.

## Гране туризма
На подручју општине Фоча, постоје услови за сљедеће видове туризма:
- спортско-рекреативни (НП Тјентиште),
- научни (НП „Сутјеска”, прашума Перућица, Љубишња, Мештревац),
- планинарење (Маглић — највиши врх у БиХ, Зеленгора, Вучево, Волујак, Љубишња),
- ловни туризам (ловно подручје НП „Сутјеска”),
- риболовни — ријеке: Дрина, Тара, Сутјеска, Хрчавка, Ћехотина, Бистрица, као и језера Зеленгоре и Трновачко језеро испод Маглића.
- еко-туризам (ријека Тара, НП „Сутјеска”, села на обронцима планине Љубишње, катунска насеља, планине, језера),
- транзитни (град, НП „Сутјеска”, ријека Тара),
- излетнички (ријека Тара, Тјентиште, градска излетишта - Планинарски дом „Забран“ и Ловачки дом „Дуб“),
- авантуристички (рафтинг Таром, Дрином, кањонинг ријеком Ћехотином, Таром, Хрчавком и прашума „Перућица”),
- вјерски (посјете вјерским објектима).[4]